# Broken Toy Shop
Broken Toy Shop è il secondo album in studio del gruppo musicale E, in seguito rinominato Eels. Il disco è stato pubblicato nel 1993.

## Tracce
1. Shine It All On – 4:04
2. Standing at the Gate – 3:31
3. The Only Thing I Care About – 2:40
4. Manchester Girl – 3:21
5. L.A. River – 2:28
6. A Most Unpleasant Man – 3:18
7. Mass – 3:38
8. Tomorrow I'll Be Nine – 2:52
9. The Day I Wrote You Off – 3:30
10. Someone to Break the Spell – 2:51
11. She Loves a Puppet – 2:46
12. My Old Raincoat – 3:57
13. Permanent Broken Heart – 3:28
14. Eight Lives Left – 2:52